# Трубачи
Трубачи (лат. Psophiidae) су мала моногенерична породица птица из реда ждралова (лат. Gruiformes), насељена у кишним шумама Амазоније и Гвајанске висоравни у Јужној Америци. Једини род ове породице је Psophia. Народни назив, трубачи, потиче од оглашавања мужјака које подсећа на трубљење.

## Опис
Све три врсте по величини подсећају на домаћу кокошку; достижу дужину од 45 до 52 cm и тежину од 1 до 15 kg. Тело трубача је обло, кљун закривљен, вратови и ноге су дуги, а држање тела погрбљено. Главе су им мале, али су им очи релативно велике, због чега делују „добродушно”. Перје је мекано, на глави и врату подсећа на крзно или сомот. Углавном је црне боје, са љубичастим, зеленим или бронзаним преливом, нарочито на крилима и доњем делу врата. Секундарно и терцијарно летно перје је бело, сиво или зеленкасто до црно, попут косе, пада преко доњег дела леђа, које је исте боје. Од ових боја потичу називи три општеприхваћене врсте.

## Таксономија и систематика
Према традиционалној калсификацији признате су само три врсте трубача. Након што је 2008. спроведена морфолошка анализа зеленокрилог трубача, препоручена је подела на три врсте. Убрзо се дошло до нових закључака, јер је 2010. након преиспитивања филогеније и биогеографије свих чланова породице, закључено да постоји укупно 8 врста, укључујући две у комплексу сивокрилих трубача, две у комплексу белокрилих трубача и четири у комплексу зеленокрилих трубача.
- Сивокрили трубач
  - Сивокрили трубач
  - Напски трубач
  - Окрокрили трубач
- Белокрили трубач
  - Белокрили трубач
- Зеленокрили трубач
  - Зеленокрили трубач
  - Смеђокрили трубач
  - Тамнокрили трубач
  - Psophia (viridis) interjecta – могуће млађи синоним dextralis.[5]

## Понашање
Трубачи су лоши летачи, али трче брзо; брже од паса. Такође су способни да препливају реку. Већину дана проводе на шумском тлу, у бучним јатима са понекад и више од 100 јединки. Хране се отпалим воћем (нарочито воћем које су на тло бацили мајмуни). У мањој мери се такође се хране зглавкарима, укључујући мраве и муве, па чак и неким гмизавцима и водоземцима. Увече с муком лете до крошњи дрвећа, на висини од 6 до 9 m изнад земље, где проводе ноћ у јатима.
Трубачи се гнезде у рупама у стаблима или у крошњама палме. Женка у гнездо полаже од 2 до 5 јаја грубих, белих љуски, која су у просеку тешка око 76 g. Код белокрилих и сивокрилих трубача, о једном леглу брине више од две одрасле птице (нпр. два мужјака и једна женка).

## Односи са људима
Трубаче људи често користе као „псе чуваре”, јер се гласно оглашавају када су узнемирени, лако се припитомљавају и верује се да су вешти у убијању змија. Један извор наводи њихову вештину у лову на змије као чињеницу, а ботаничар из деветнаестог века Ричард Спрус известио је о постојању питомог сивокрилог трубача, који је био веома пријатељски расположен према људима, али и одважан и веома вешт у убијању змија. Из ових разлога, Спрус је препоручио да Енглеска у Индију увезе трубаче. Међутим, према другом извору, вештина трубача у убијању змија је поменута као наводна вештина.